# Jüri
Jüri je městečko v estonském kraji Harjumaa, samosprávně patřící do obce Rae, jejímž je správním centrem.